# Doringbaai
Doringbaai is een dorp in de Zuid-Afrikaanse provincie West-Kaap. Doringbaai behoort tot de gemeente Matzikama dat onderdeel van het district Weskus is.